# Андрей Борза
Себастьян Андрей Борза (рум. Sebastian Andrei Borza, нар. 12 листопада 2005, Неводарі, Румунія) — румунський футболіст, фланговий захисник клубу «Рапід» (Бухарест).

## Ігрова кар'єра
Андрей Борза є вихованцем Футбольної академії Георге Хаджі у Бухаресті. У 2022 році Борза приєднався до клубу вищого дивізіону чемпіонату Румунії «Фарул». Першу гру на професійному рівні футболіст провів у віці 16 років 1 травня 2022 року. У наступному сезоні Борза став повноцінним гравцем основи «Фарула» і свою грою допоміг клубу виграти титул чемпіона Румунії. Вже в липні 2023 року захисник зіграв першу гру у кваліфікації Ліги чемпіонів.
Та в серпні 2023 року Борза перейшов до складу столичного «Рапіда», з яким підписав контракт на чотири роки. І через п'ять днів Борза дебютував у складі нової команди у матчі проти свого колишнього клубу «Фарула». У лютому 2024 року Андрей Борза разом з одноклубником Александру Албу отримав покарання від клубу за порушення режиму.

### Збірна
З 2019 року Андрей Борза захищає кольори юнацьких та молодіжної збірної Румунії.

## Титули
Фарул
 Чемпіон Румунії: 2022/23